# 张珍 (少将)
张珍（1944年10月—），河北省怀安县人。中国人民解放军少将。
1961年7月，毕业于张家口林业专科学校，同年参加中国人民解放军。1985年5月，任第65集团军193师政治委员。1985年7月，任北京卫戍区政治部主任。1988年6月，任天津警备区政治部主任。1990年7月，晋升少将军衔。1993年2月，任山西省军区政治委员。1994年4月，任内蒙古军区政委。2000年12月，任北京军区联勤部政委。2003年，退役。